# Aleksander Kakowski

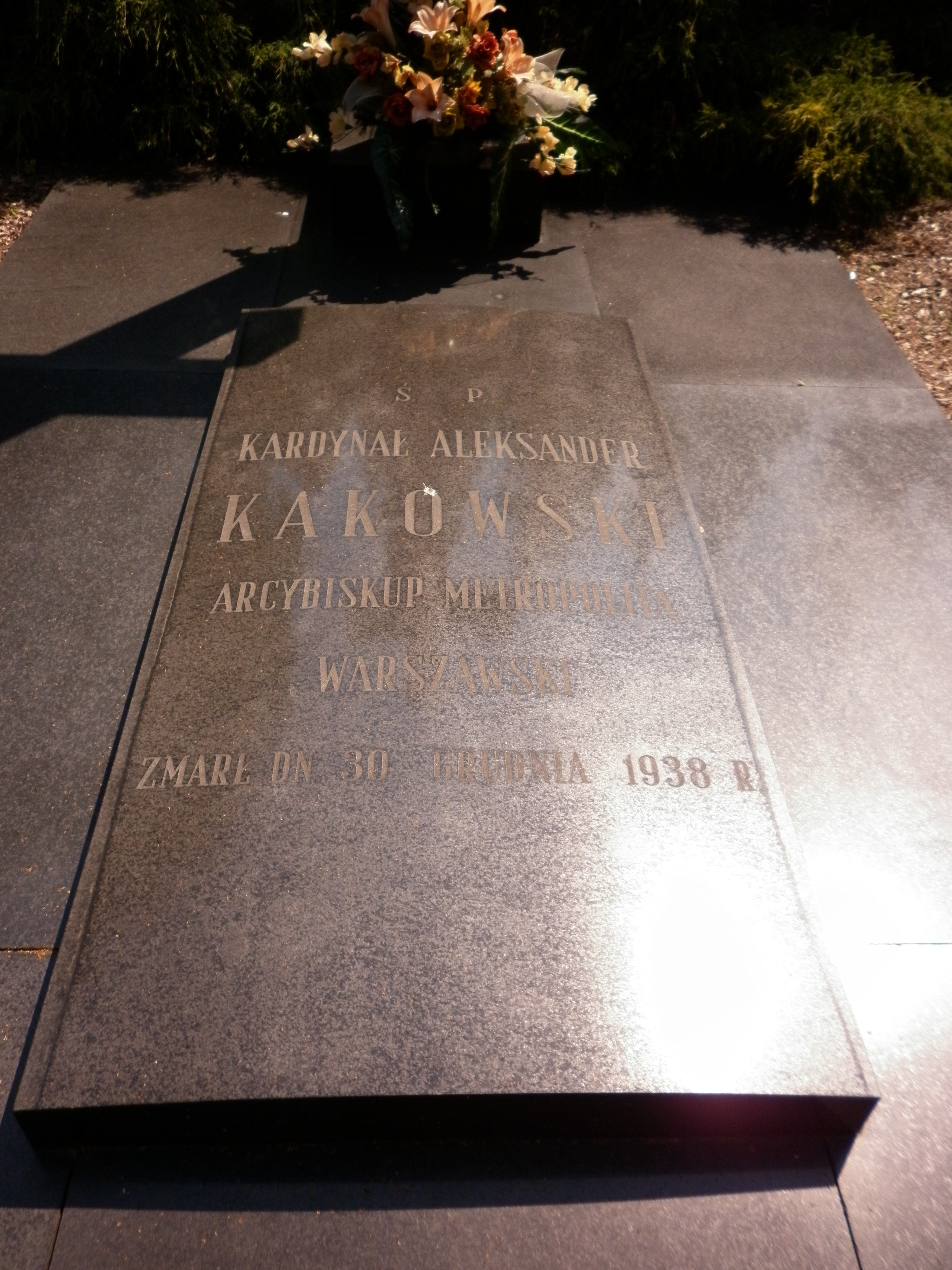
Graf van Aleksander Krakowski

Aleksander Kakowski (Dębiny (bij Przasnysz), 5 februari 1862 – Warschau, 30 december 1938) was een kardinaal van de Rooms-Katholieke Kerk en Pools politicus.

## Biografie
Aleksander was de zoon van Franciszek Kakowski Kośiesza en Pauliny Ossowskich Dołęga. Na een studie aan het seminarie van Warschau volgde hij aanvankelijk een opleiding kerkelijk recht aan de Kerkelijke Academie van Sint-Petersburg, die hij vervolgde aan de Pauselijke Universiteit Gregoriana. In 1886 behaalde Aleksander zijn doctoraal kerkelijk recht.
Op 30 mei 1886 werd Aleksander tot priester gewijd. In 1887 volgde zijn aanstelling als een van de professoren aan het seminarie van Warschau. In 1910 werd hij de rector van de Theologische Academie van Sint-Petersburg. Zijn wijding tot bisschop vond plaats op 22 juli 1913, gevolgd door zijn benoeming tot aartsbisschop van Warschau. Hierdoor werd hij de titulair primaat van het koninkrijk Polen.
Na het uitbreken van de Eerste Wereldoorlog bleef Aleksander in Warschau en in 1917 werd hij benoemd als lid van het Regentschapskoninkrijk Polen, een semi-onafhankelijke en tijdelijke autoriteit ter vervanging van het koninkrijk. Aleksander was een van de drie leden, die samen fungeerden als plaatsvervangend staatshoofd.
Op 15 december 1919 verhief paus Benedictus XV Aleksander tot kardinaal-priester met de titelkerk Sant'Agostino. Als aartsbisschop van Warschau zette hij zich in voor een sterk katholieke pers. Hij droeg bij aan het succes van de Rycerz Niepokalanej, een populaire krant in vooroorlogs Polen. Hij was ook betrokken bij de oprichting van de theologische faculteit aan de universiteit van Warschau en de coördinator van de Katholieke Actie in Polen. Voor zijn rol in de bevrijding van Polen van buitenlandse inmenging ontving hij in 1925 de Orde van de Witte Adelaar, de hoogste Poolse onderscheiding.
Aleksander Kakowski overleed op 30 december 1938 te Warschau, waar hij ook begraven werd.